# Albizzate
Albizzate (Albizzaa in dialetto varesotto, AFI: [albiˈtsɑː]) è un comune italiano di 5 176 abitanti della provincia di Varese in Lombardia.

## Geografia fisica

### Territorio
Il paese è attorniato da boschi con presenza di sterrate piste ciclabili ben tenute, che vengono utilizzate in modo consistente, oltre che per l'attività agricola, anche per la corsa podistica su sterrato; la competizione podistica più celebre è la "stracascine", che collega le principali fattorie sul territorio. Gli stessi sterrati vengono utilizzati come percorsi per mountain bike MTB, con tratti di downhill di varia difficoltà, che collegano il paese con i territori circostanti e si estendono fino al Gallaratese, al parco Ticino ed al lago di Varese.

## Storia
Deriva dal nome latino di persona Arvidius (da Arvius) con l'aggiunta del suffisso -ate. Secondo altri il nome di persona da cui deriverebbe sarebbe identificabile con Arvetius o Albicius. Altri ancora, con minore fondamento, collegano il nome alla presenza di un castello appartenente alla famiglia Albizzi. Nella mappa del Ducato di Milano presso la Galleria delle carte geografiche ai Musei Vaticani il toponimo è citato come Albigi.

### Simboli
Il gonfalone è un drappo rettangolare di bianco.

## Monumenti e luoghi d'interesse
Degno di nota l'oratorio visconteo con affreschi del XIV secolo di scuola giottesca, raffiguranti la vita di san Giovanni Battista e san Ludovico di Tolosa.

### Architetture religiose
- Chiesa parrocchiale di Sant'Alessandro Martire
- Santuario della Purificazione della Beata Vergine, nella frazione Valdarno
- Oratorio visconteo dei Santi Giovanni Battista e Ludovico di Tolosa

### Architetture civili

#### Villa Taverna
Villa Taverna (Cà Taverna) deve il proprio nome alla famiglia che la possedette per circa due secoli, tra il Settecento e il Novecento. La villa venne costruita in più fasi, attraverso un progressivo ampliamento di edifici distinti, i quali vennero in definitiva uniti in moodo tale da formare un cortile interno di forma quadrangolare. Un doppio scalone in stile barocco conduce dal cortile al piano superiore della villa. Il portale di accesso al piano sopraelevato è sormontato da una struttura terminante in un frontone, elemento che si ritrova anche in cima alla facciata orientale della villa, rivolta verso quello che un tempo costituiva il giardino.
Attualmente, la villa ospita la sede del municipio.

#### Altro
- Castello Visconteo (Palazzo Archinti)

## Società

### Evoluzione demografica
Abitanti censiti

## Cultura

### Eventi

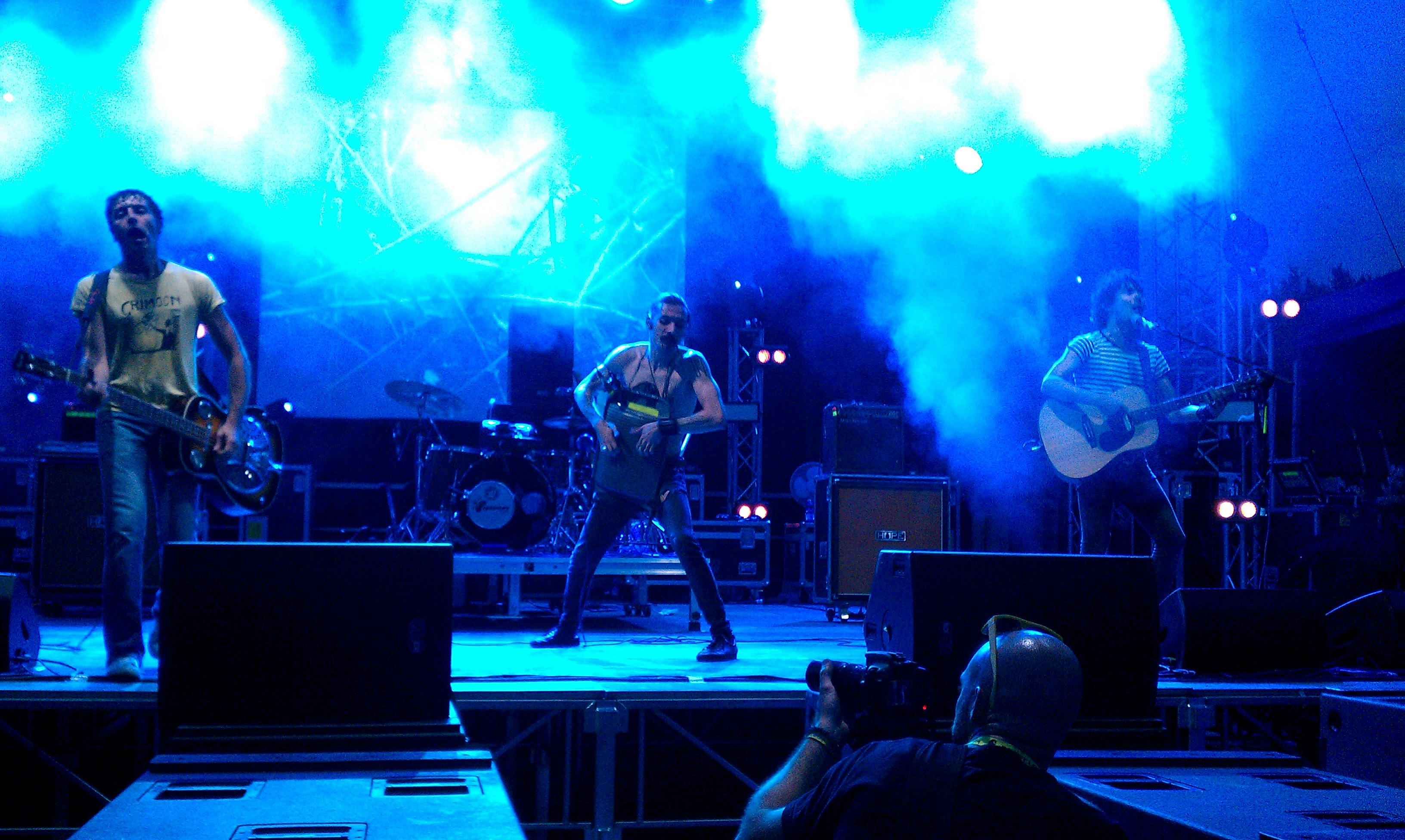
Gli Zen Circus in concerto all'Albizzate Valley Festival

Uno degli eventi importanti a livello provinciale e regionale è stato l'Albizzate Valley Festival, manifestazione musicale e sportiva esistita dal 2002 al 2016, che nel 2013 ha raggiunto 20.000 spettatori in 4 giorni.

## Economia
La principale risorsa economica del territorio è rappresentata dalle attività industriali nei settori metalmeccanico, chimico, tessile e dell'arredamento.
Il settore chimico è quello che dà maggiore occupazione dopo la crisi del settore tessile.
L'agricoltura è rappresentata solo da tre aziende a conduzione familiare. Dal 2005, con l'ottenimento della IGT Ronchi Varesini, ad Albizzate è ripresa la storica produzione di uve e vini di pregio tra cui il Nebbiolo, il Merlot e il bianco da Erbaluce e Chardonnay.
In espansione è il settore terziario e dei servizi.

## Infrastrutture e trasporti

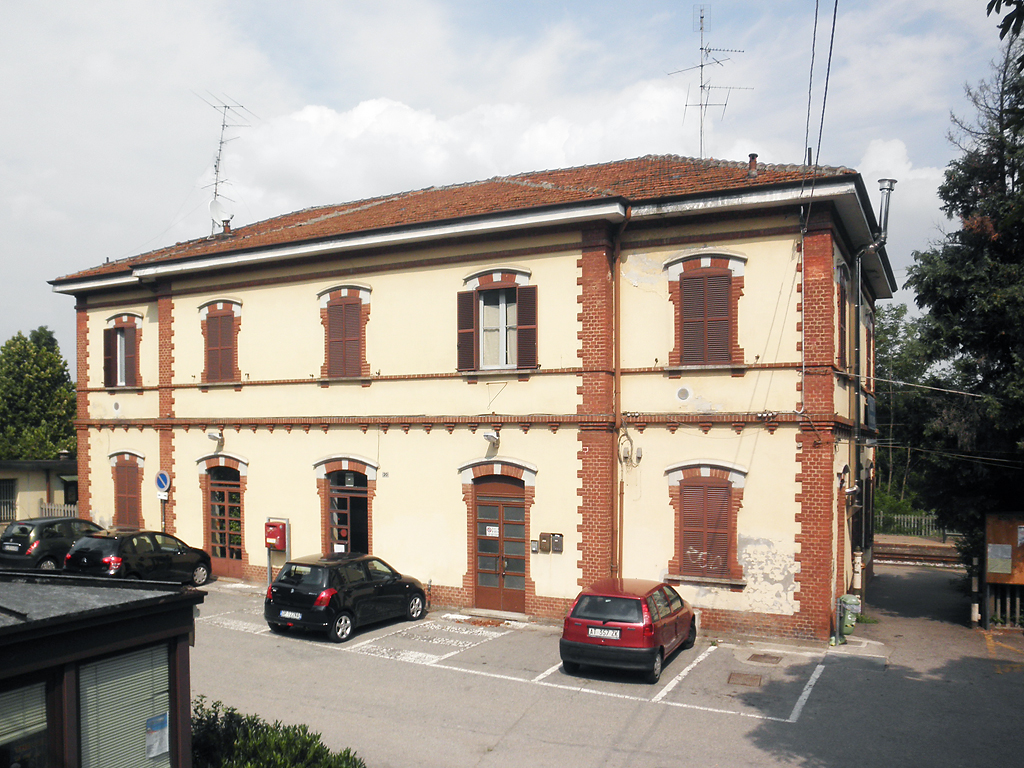
La stazione di Albizzate-Solbiate Arno

### Ferrovie
Il comune, assieme a quello limitrofo di Solbiate Arno, è servito dalla stazione di Albizzate-Solbiate Arno.

## Sport
La Pallavolo Albizzate, squadra femminile ha partecipato alla Serie A1 negli anni ottanta.